# Grigol Mgalobliszwili
Grigol Mgalobliszwili (gruz. გრიგოლ მგალობლიშვილი, ur. 7 października 1973 w Tbilisi) – gruziński polityk i dyplomata, premier Gruzji od 1 listopada 2008 do 6 lutego 2009.

## Życiorys
Grigol Mgalobliszwili urodził się w Tbilisi w ówczesnej GSRR w rodzinie inteligenckiej. W 1995 ukończył Państwowy Uniwersytet Tbilisi z tytułem magistra orientalistyki. Między 1992 a 1993 spędził rok na Uniwersytecie Stambulskim, uzyskując certyfikat z języka tureckiego.
Kariera zawodowa Mgalobliszwilego od początku związana była z Republiką Turecką. W latach 1995–2002 był gruzińskim przedstawicielem dyplomatycznym różnego szczebla w tym kraju. Początkowo był tłumaczem Gruzińskiej Misji Handlowej w Turcji (1995–1996), następnie I sekretarzem w Ambasadzie Gruzji w Turcji (1998–2000) oraz jej radcą (1998–2002).
W latach 2002–2003 Mgalobliszwili odbył studia podyplomowe z dziedziny dyplomacji na Uniwersytecie Oksfordzkim w Wielkiej Brytanii. W 2003 wrócił do Gruzji i został wicedyrektorem Departamentu ds. USA, Kanady i Krajów Ameryki Łacińskiej w Ministerstwie Spraw Zagranicznych Gruzji. W 2004 objął funkcję dyrektora Departamentu Europejskiego i Integracji Europejskiej w MSZ.
W 2005 Grigol Mgalobliszwili został mianowany posłem nadzwyczajnym i pełnomocnym w Turcji. 20 października 2006 objął stanowisko ambasadora nadzwyczajnego i pełnomocnego w Turcji, Albanii i Bośni i Hercegowinie z siedzibą w Ankarze. Zajmował je do czasu objęcia stanowiska premiera Gruzji. Mgalobliszwili mówi w czterech językach: angielskim, tureckim, rosyjskim i niemieckim.

## Premier
27 października 2008 prezydent Micheil Saakaszwili zdymisjonował premiera Lado Gurgenidze i nowym szefem rządu mianował Mgalobliszwilego.
29 października 2008 został ogłoszony skład nowego gabinetu, w którym zmieniło się tylko czterech ministrów. 1 listopada 2008 gruziński parlament zaakceptował nowy gabinet premiera Mgalobliszwilego. Na początku grudnia 2008 premier Mgalobliszwili dokonał kilku kluczowych zmian w swoim gabinecie, wymieniając trzech ministrów: spraw zagranicznych, obrony oraz edukacji.
Pod koniec grudnia 2008 gruziński tabloid „Alia”, napisał iż pomiędzy prezydentem i premierem doszło do spięcia, a prezydent Saakaszwili uderzył premiera w twarz, a następnie rzucił w niego telefonem.
30 stycznia 2009 premier Mgalobliszwili ogłosił swoją rezygnację ze stanowiska z powodów zdrowotnych. Ujawnił, że od jakiegoś czasu miał kłopoty z nerkami i z tego powodu zmuszony jest poddać się dłuższemu leczeniu. Na swego następcę wyznaczył dotychczasowego wicepremiera i ministra finansów, Nikę Gilauriego. Prezydent Saakaszwili tego samego dnia mianował Gilauriego nowym szefem rządu. 6 lutego 2009 kandydaturę Gilauriego zaakceptował parlament.